# Stojan Dimitrijević
Stojan Dimitrijević (Horgoš kraj Sente, 11. kolovoza 1928. – Zagreb, 13. prosinca 1981.) arheolog i sveučilišni profesor. 

## Životopis
Rodio se u Horgošu u Vojvodini. Otac mu je bio Todor Dimitrijević, majka mu je bila Emilija (Emica) Radauš, sestra Vanje Radauša. Nakon smrti oca s majkom odlazi u Vinkovce. Tu stječe osnovno školsko obrazovanje te završava gimnaziju 1947. godine. Poslije studira arheologiju i povijest umjetnosti na Filozofskom fakultetu u Zagrebu. Diplomirao je 1952. godine na rezultatima vlastitog istraživanja. Od 1956. stalno odlazi na teren na prapovijesne lokalitete po cijeloj Hrvatskoj, a rezultat njegova rada je karta povijesnih lokaliteta u sjevernoj Hrvatskoj. 
Godine 1962. odlazi u Njemačku na specijalizaciju. Kasnije je svojim znanstvenim radom utvrdio "apsolutni i relativno-kronološki okvir različitih kultura u Hrvatskoj, pri čemu je prvi definirao tri kulturne pojave: sopotsku, lasinjsku i vinkovačku kulturu." Napisao je veliki broj znanstvenih rasprava o starčevačkoj, sopotsko-lenđelskoj, vučedolskoj, lasinjskoj i vinkovačkoj kulturi. Umro je u Zagrebu, 13. prosinca 1981. godine, a pokopan je u Vinkovcima.
Bavio se i umjetničkom fotografijom za koju je dobio brojna priznanja. Pisao je kritičke prikaze o filmu, baletu i operi, a potkraj života drame, koje su ostale u rukopisu.

## Izbor iz djela
- Problem neolita u sjeverozapadnoj Jugoslaviji (1961.)
- Sopotsko-lenđelska kultura (1968.)
- Neolit u sjeverozapadnoj Hrvatskoj (1977.)
- Nastanak i raščlanjenost Vučedolske kulture u međurječju Dunava – Drave – Save (Zur Frage der Genese und der Gliederung der Vučedoler Kultur in dem Zwischenstromlande Donau – Drau – Save, 1978.)

## Vanjske poveznice
- povijest.net  Arhivirana inačica izvorne stranice od 2. travnja 2015. (Wayback Machine)